# Dysodiopsis
Dysodiopsis es un género monotípico de plantas fanerógamas perteneciente a la familia de las asteráceas. Su única especie, Dysodiopsis tagetoides, es originaria de Estados Unidos.

## Descripción
Es una planta anual  o perennifolia, que alcanza un tamaño de 40-80 + cm de altura. Tiene lois tallos erectos, ramificados distalmente. Las hojas caulinares, en su mayoría opuestas (distal suplente); hojas lineales de márgenes, toscamente dentadas, con glándulas de aceite dispersas a lo largo de las venas). Capitulescencias radiales, corimbiformes o solitarias. Las corolas de color verdoso amarillo. Vilanos persistentes. Tiene un número de cromosomas de x = 13.

## Taxonomía
Dysodiopsis tagetoides  fue descrita por (Torr. & A.Gray) Rydb. y publicado en North American Flora 34(2): 171. 1915.
Sinonimia
- Dyssodia tagetoides Torr. & A.Gray	basónimo
- Hymenatherum tagetoides (Torr. & A.Gray) A.Gray
- Thymophylla tagetoides (Torr. & A.Gray) Small[4]

Etimología
Dysodiopsis: nombre genérico que deriva del género Dyssodia y del término griego -opsis = semejante, refiriéndose a la semejanza entre los géneros.